# Arnold de Lerisson Cazenove
Arnold de Lerisson Cazenove, britanski general, * 18. september 1898, † 2. april 1969.